# Ján Starší
Ján Starší (17. října 1933 Sokolče – 13. dubna 2019) byl československý hokejista a trenér.

## Hráčská kariéra
- Slovan Bratislava
- Sparta Praha

## Sportovní úspěchy
- účast na ZOH 1960
- mistr Evropy 1961
- stříbro MS 1961
- bronz z MS 1959
- bronz z MS 1963

Československo reprezentoval 73krát, dal celkem 29 gólů.

## Trenérská kariéra
- Trenér československé reprezentace v letech 1973–1979 (spolu s Karlem Gutem)
  - stříbro z MS 1974
  - stříbro z MS 1975
  - zlato z MS 1976 
  - stříbro ze ZOH 1976
  - zlato z MS 1977 
  - stříbro z MS 1978
  - stříbro z MS 1979
- Trenér československé reprezentace v letech (spolu s Františkem Pospíšilem)
  - bronz z MS 1987

## Ocenění
- člen Klubu hokejových střelců deníku Sport
- 1999 uveden do Síně slávy IIHF
- 2002 uveden do Síně slávy slovenského hokeje
- 2003 Řád Ľudovíta Štúra II. třídy
- 2010 uveden do Síně slávy českého hokeje